# Hipposideros calcaratus
Hipposideros calcaratus — є одним з видів кажанів родини Hipposideridae.

## Поширення
Країни поширення: Індонезія, Папуа Нова Гвінея, Соломонові острови. Зустрічається переважно в низинах, від 0 до 600 м над рівнем моря, але був виявлений до 1000 м. Спочиває в печерах і тунелях. Утворює популяції від десятків тварин до кількох тисяч особин.

## Загрози та охорона
Ймовірно, немає серйозних загроз для цього виду. Зустрічається в охоронних районах.